# Ubuntu for Android
Ubuntu for Android fue una variante del sistema operativo de código abierto  Ubuntu diseñado para correr en teléfonos móviles Android. Se esperaba que viniera pre-instalado en varios teléfonos móviles. Una versión preliminar de Ubuntu for Android fue presentada en el Mobile World Congress 2012. Desde abril de 2014 el desarrollo no está activo por parte de Canonical que declaró El desarrollo de Ubuntu [...] está completado. Para seguir con el desarrollo se requiere de un socio para hacer las modificaciones necesarias a Android. Mientras, Canonical está "muy abierta a crear una asociación", el desarrollo ahora se centra en Ubuntu Touch, no incluye código de Android, pero usa el núcleo Linux.

## Requerimientos
De acuerdo a Canonical un teléfono necesita los siguientes requerimientos:
- CPU Dual-core 1 GHz
- Aceleración de Video: kernel driver compartido con driver X asociado; OpenGL, ES/EGL
- Almacenamiento: 2 GB para la imagen de disco del sistema
- HDMI: salida de video con framerbuffer secundario
- USB en modo host
- 512 MB RAM